# Unihockeynationalmannschaft der Vereinigten Staaten
Die Unihockeynationalmannschaft der Vereinigten Staaten repräsentiert die Vereinigten Staaten bei Länderspielen und internationalen Turnieren in der Sportart Unihockey (auch bekannt als Floorball).
1993 wurde die United States Floorball Association gegründet. 1994 wurde der Verband in die International Floorball Federation aufgenommen. Die erste Weltmeisterschaft bestritten die Vereinigten Staaten 2002 und erreichten dabei den 14. Platz.

## Weltmeisterschaften
| WM   | Austragungsort(e)                              |                    |
| ---- | ---------------------------------------------- | ------------------ |
| 1996 | Skellefteå, Uppsala, Stockholm                 | keine Teilnahme    |
| 1998 | Brünn, Prag                                    | keine Teilnahme    |
| 2000 | Drammen, Oslo, Sarpsborg                       | keine Teilnahme    |
| 2002 | Helsinki                                       | 14. Platz          |
| 2004 | Zürich, Kloten                                 | 17. Platz          |
| 2006 | Helsingborg, Malmö, Botkyrka, Solna, Stockholm | 17. Platz          |
| 2008 | Ostrava, Prag                                  | 13. Platz          |
| 2010 | Helsinki, Vantaa                               | 19. Platz          |
| 2012 | Zürich, Bern                                   | 12. Platz          |
| 2014 | Göteborg                                       | 11. Platz          |
| 2016 | Riga                                           | 11. Platz          |
| 2018 | Prag                                           | nicht qualifiziert |
| 2021 | Helsinki                                       | 15. Platz          |
| 2022 | Zürich, Winterthur                             | nicht qualifiziert |
| 2024 | Malmö                                          | nicht qualifiziert |